# Antoni-Weiher
Der Antoni-Weiher ist ein künstlicher Kleinsee knapp 3,5 km nordwestlich der Stadtmitte von Ebersberg im Staatsforstdistrikt X Antoni Brunnen (Antonibrunnen) im gemeindefreien Eglhartinger Forst im Landkreis Ebersberg und das größte offene Gewässer innerhalb des großen Ebersberger Forstes. Er wurde im Jahr 1979 durch Ausbaggern eines Feuchtgebietes geschaffen. Er liegt im Einzugsgebiet der Sempt, hat aber keinen offenen Abfluss zu dieser.
Es gibt zwei baumbestandene Inseln nahe der Mitte des Sees, der eine westliche und eine nördliche Bucht hat. Nur gut fünf Meter entfernt von der letzten liegt ein kleiner Vorsee, anscheinend nahe an einer schon auf älteren Karten vermerkten Quelle. In heutigem Umfang ist der See erst seit der Mitte der 1990er Jahre in der amtlichen topographischen Karte eingetragen. Im Untergrund liegt Geschiebemergel einer würmeiszeitlichen Moräne.